# Team Øster Hus-Ridley/Saison 2014
Dieser Artikel listet Erfolge und Fahrer des Radsportteams Øster Hus-Ridley in der Saison 2014 auf.

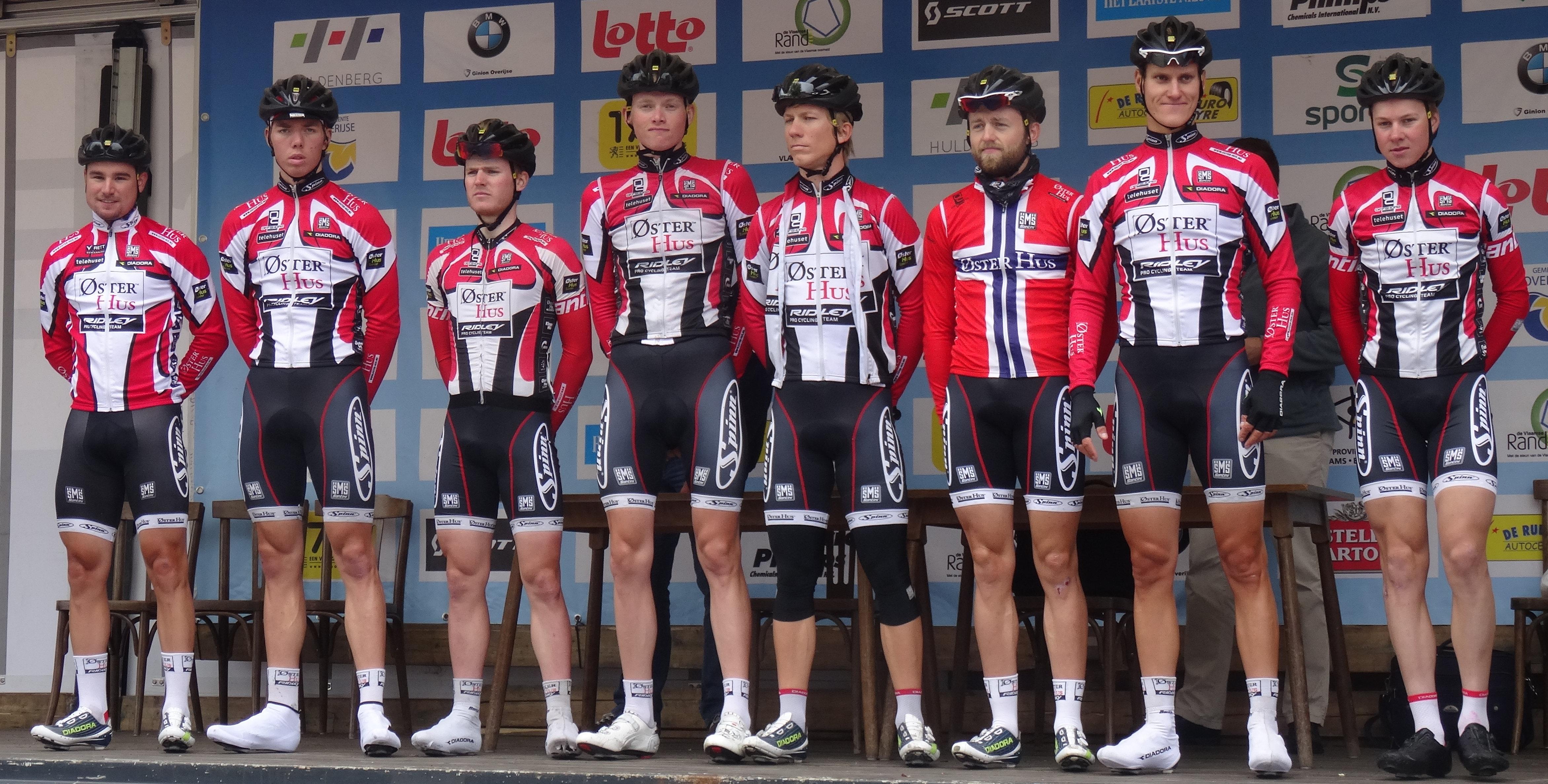
Magnus Børresen, Oscar Landa, August Jensen, Fredrik Strand Galta, Håvard Jorbekk Blikra, Tormod Hausken Jacobsen, Krister Hagen & Jonas Abrahamsen, Druivenkoers Overijse 2014.

## Erfolge in der UCI Europe Tour
| Datum    | Rennen                                    | Kat. | Sieger          |
| -------- | ----------------------------------------- | ---- | --------------- |
| 29. Juni | Norwegische Meisterschaft – Straßenrennen | CN   | Tormod Jacobsen |

## Zugänge – Abgänge

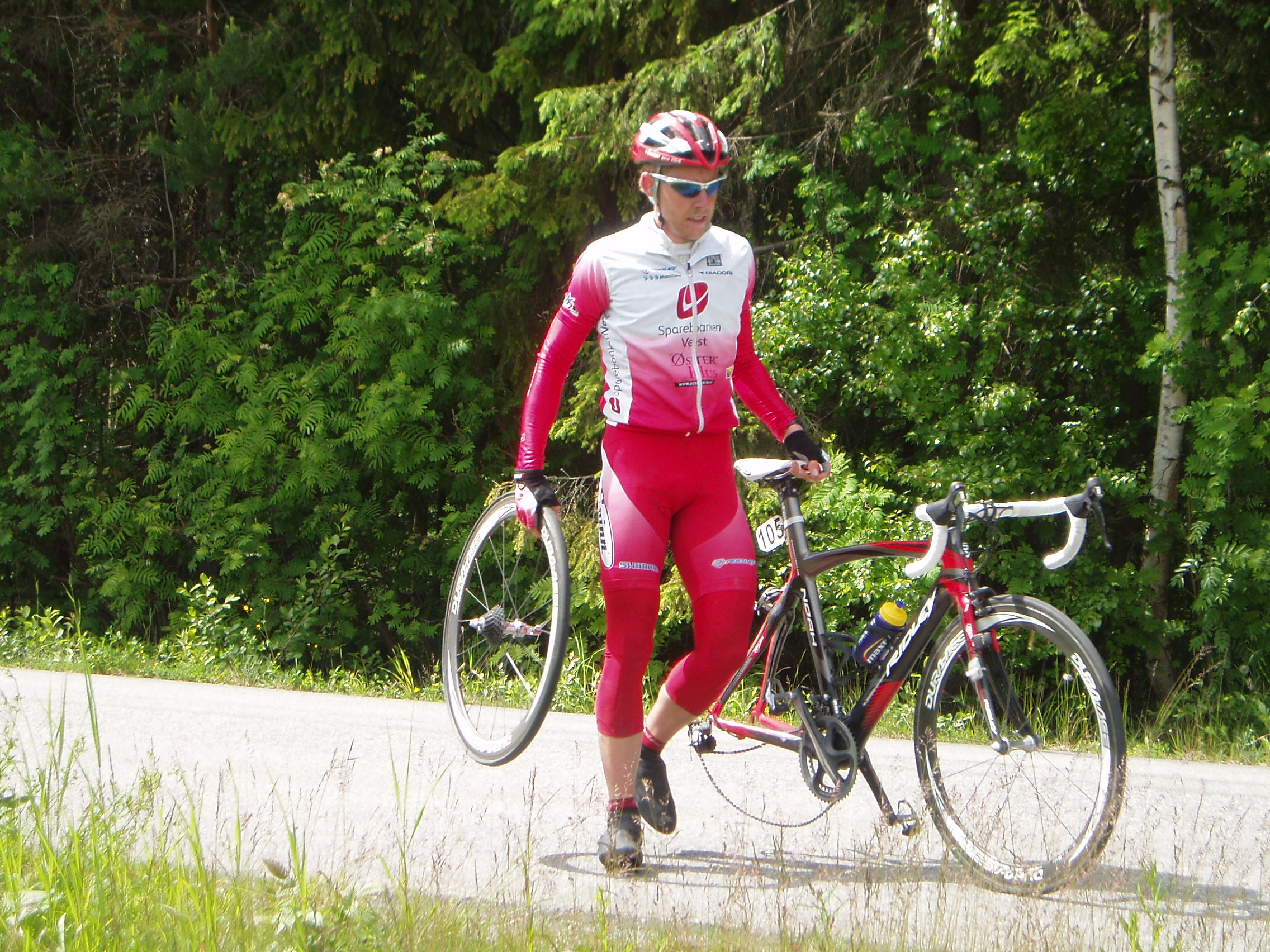
Håvard Nybø im Trikot der Mannschaft (2009)

| Zugänge                      | Team 2013               | Abgänge                  | Team 2014               |
| ---------------------------- | ----------------------- | ------------------------ | ----------------------- |
| Magnus Børresen              | OneCo Cycling Team      | Frans-Leonard Markaskard | Motiv3 Pro-Cycling Team |
| Krister Hagen                | OneCo Cycling Team      | Filip Eidsheim           | Team FixIT.no           |
| Jonas Abrahamsen (ab 21.06.) | Motiv3 Pro-Cycling Team | Daniel Egeland Jarstø    | Unbekannt               |

## Mannschaft
| Name                    | Geburtstag         | Nationalität |
| ----------------------- | ------------------ | ------------ |
| Jonas Abrahamsen        | 20. September 1995 | Norwegen     |
| Håvard Blikra           | 2. November 1991   | Norwegen     |
| Magnus Børresen         | 18. September 1988 | Norwegen     |
| Sven Erik Bystrøm       | 21. Januar 1992    | Norwegen     |
| Kristian Dyrnes         | 20. April 1992     | Norwegen     |
| Fredrik Strand Galta    | 19. Oktober 1992   | Norwegen     |
| Krister Hagen           | 12. Januar 1989    | Norwegen     |
| Nicholas Hammersland    | 14. August 1993    | Norwegen     |
| Tormod Hausken Jacobsen | 17. August 1993    | Norwegen     |
| August Jensen           | 29. August 1991    | Norwegen     |
| Oscar Landa             | 15. August 1993    | Norwegen     |